# Angie Bjorklund
Angela Deanne Bjorklund, detta Angie (Spokane, 14 luglio 1989), è una cestista statunitense, professionista nella WNBA.

## Carriera
È stata selezionata dalle Chicago Sky al secondo giro del Draft WNBA 2011 (17ª scelta assoluta).

## Palmarès
- Campionessa NCAA (2008)